# Joe (editor)

JOE (acrónimo de Joe's Own Editor) es un editor de texto basado en ncurses para sistemas Unix, disponible bajo la licencia GPL.  Está diseñado para ser intuitivo y fácil de usar.

JOE está disponible para las distribuciones linux más importantes, sistemas BSD de código abierto, y para macOS de Apple a través de directores de paquete como Homebrew.

## Descripción de características

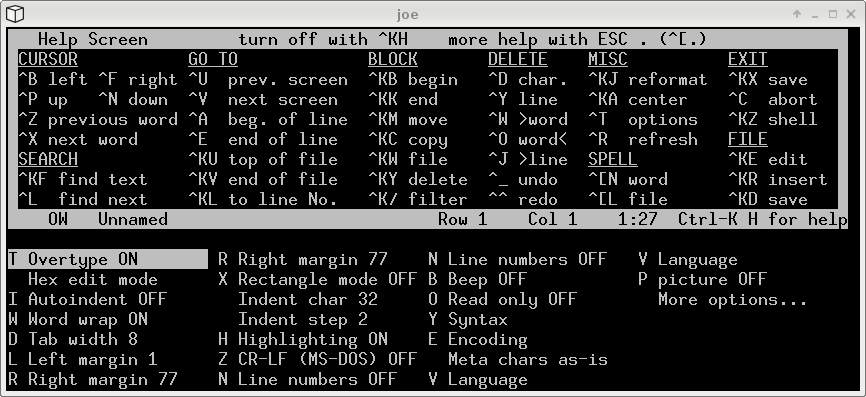
La parte superior de la pantalla muestra la ayuda integrada, mientras la parte más baja de la pantalla muestra el menú de opciones. (El espacio de edición en el medio está reducido a una sola línea para el propósito único de hacer esta ilustración compacta.)

JOE incluye un sistema de ayuda integrado, y un recordatorio de cómo obtener ayuda siempre está en la pantalla. Los atajos de teclado en JOE son similares a aquellos de WordStar y Turbo C: muchos son combinaciones  de la tecla Control y otra tecla, o combinaciones de Ctrl+K y otra tecla, o combinaciones de la tecla Escape y otra tecla. También están disponibles numerosas configuraciones a través de Ctrl+T. El programa es generalmente personalizable a través de un archivo de configuración extenso, y  soporta resaltado de sintaxis para numerosos formatos de archivo populares, una característica que es también configurable.
Aunque la interfaz de usuario de el editor recuerda a los editores DOS, también incluye las características típicas de los editores de Unix como historial de comandos interno, compleción automática de comandos en los menús de selección de archivo, sistema de búsqueda de expresiones regulares y la capacidad de filtrar (tubo) bloques arbitrarios de texto a través de cualquier comando externo.

## Historia
JOE fue uno de los editores por defecto en las primeras distribuciones populares de Linux, lo cual le dio prominencia y ayudó a construir una base de usuarios. Sigue siendo incluido como una opción en distribuciones de Linux, a veces en la crítica función como editor en el "modo de rescate" .
Después de que la versión 2.8 fue liberada por Joseph Allen en 1995, el ciclo de desarrollo había parado por varios años. El desarrollo fue tomado por un grupo nuevo de entusiastas en 2001, dirigidos por Marek Grac, quién liberó la versión 2.9 y varias versiones posteriores, reparando muchos errores. Allen regresó al proyecto en 2004 y liberó la versión 3.0, el cual introdujo resaltado de sintaxis y soporte para UTF-8.
El Joe de JOE no es el mismo Joe que el Joe de JWM.